# بلال محمد
بلال محمد (زادهٔ ۲ ژوئن ۱۹۸۶ در قطر) بازیکن ملی‌پوش فوتبال می‌باشد که در الغرافه در لیگ ستارگان قطر بازی می‌کند.

## تیم ملی
او ۱۰۳ بازی ملی برای تیم ملی فوتبال قطر انجام داده است و ۲ گل ملی در کارنامه دارد.